# بادي ليفينغستون
بادي ليفينغستون (بالإنجليزية: Paddy Livingston)‏ هو لاعب كرة قاعدة أمريكي، ولد في 14 يناير 1880 في كليفلاند في الولايات المتحدة، وتوفي بنفس المكان في 19 سبتمبر 1977.

## وصلات خارجية
- بادي ليفينغستون على موقع دوري كرة القاعدة الرئيسي (الإنجليزية)
- بادي ليفينغستون على موقعبيزبول رفرنس.كوم (الدوري الرئيسي) (الإنجليزية)
- بادي ليفينغستون على موقعبيزبول رفرنس.كوم (الدوري الثانوي) (الإنجليزية)
- بادي ليفينغستون على موقع جمعية أبحاث البيسبول الأمريكية (الإنجليزية)
- بادي ليفينغستون على موقع إي إس بي إن.كوم (أم.أل.بي) (الإنجليزية)